# ウェスタンブロッティング

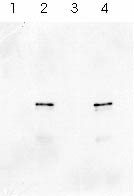
ウェスタンブロットの例：GFPに対する抗体で行った間接標識ウェスタンブロッティングの結果例。レーン1は分子量マーカ。レーン2、3、4にはそれぞれ異なった試料を使って電気泳動を行った。PVDF膜に転写後、GFPに対する抗体を反応させ、一次抗体に対する西洋ワサビペルオキシダーゼ(Horse Radish Peroxidase;HRP)標識二次抗体を結合させた。ペルオキシダーゼの酵素活性に由来する化学発光をX線フィルムで検出した。レーン2と4には黒い物が見える。これが抗体が結合したタンパク質を表すバンドと呼ばれるもの。レーン3にはバンドがないことからレーン3のサンプルにはGFPが検出限界量以下しか含まれていないといえる。

ウェスタンブロッティング (western blotting; WB) は電気泳動によって分離したタンパク質を膜に転写し、任意のタンパク質に対する抗体でそのタンパク質の存在を検出する手法。別名ウェスタンブロット法(western blot analysis)。サザンブロッティング（南）、ノーザンブロッティング（北）の流れから、半ばジョークで命名されている（ちなみに様々な手法に「イースタン」と名付けられているが、確立したものはない）。前二者は核酸どうしの相補性を利用しているが、本法は抗体の特異性によって目的のタンパク質分子を区別している。よってイムノブロット (immunoblot; IB) とも呼ばれる。生命科学の研究者の間では、単に「ウェスタン」といえばこれを指す。

## 概要
通常はタンパク質の立体構造を破壊し、さらに陰性に荷電させるために、陰イオン系界面活性剤であるドデシル硫酸ナトリウム(SDS)や2-メルカプトエタノールを加えたバッファーにタンパク質を溶解させる。これをSDS-PAGEにて展開し、ニトロセルロース膜やPVDF膜に転写する。この膜に対して免疫染色を行うことで、タンパク質を検出する。
単にタンパク質の存在を検出するだけでなく、そのタンパク質がどのような状態にあるか（例えばリン酸基の修飾を受けているかなど）も適当な抗体を用いる事で検出できる。また免疫沈降法（IP:immunoprecipitation）という手法により、目的のタンパク質がどのようなタンパク質と結合しているかも調べる事ができる。このように生命科学の分野においては現在も極めて重要な手法として多くの研究者の間で重宝されている。狂牛病の二次検査で異常型プリオンの検出に用いられている手法の一つでもある。

## 装置
- セミドライ式

短時間でブロッティングが可能でありバッファー量も少なくて済むが、その反面バッファーによる冷却ができないため熱を持ちやすい。低分子量タンパク質の転写効率は高いが、高分子量側の転写効率は低い。
- タンク式

高分子量側でも転写可能だが転写効率は低い。バッファーは多く使うが、冷却しながらの転写が可能である。アクリルアミドゲルだけでなくアガロースゲルにも使用可能。
- セミウェット式

以上を踏まえ、それぞれの実験に応じた装置を選択する必要がある。